# Артур Партика
Артур Єжі Партика (пол. Artur Jerzy Partyka; нар. 25 липня 1969, Стальова Воля, Польща) — польський легкоатлет, що спеціалізується на стрибках у висоту, срібний призер Олімпійських ігор 1996 року, бронзовий призер Олімпійських ігор 1992 року, чемпіон Європи, призер чемпіонатів світу та Європи.

## Життєпис
Артур Партика народився 25 липня 1969 року в місті Стальова Воля.
На юніорському рівні він став чемпіоном Європи у 1987 році, та чемпіоном світу в 1988 році. Також у 1988 році Партика поїхав на свої дебютні Олімпійські ігри. Там не зумів пройти кваліфікацію, стрибнувши 2.19 м. Перші свої медалі дорослого рівня спортсмен здобував, виступаючи на змаганнях у закритих манежах. У 1990 році він став чемпіоном Європи в приміщенні, а у 1991 році срібним призером чемпіонату світу в приміщенні.
Вдалі виступи дали йому можливість предсавити Польщу на Олімпійських іграх 1992 року. На самих змаганнях п'ять спортсменів показали одинаковий результат 2.34 м. Розподіл нагород вирішувався на підставі успішних та невдалих спроб. Відповідно до якого, переможем став Хав'єр Сотомайор, срібним призером Патрік Шеберг, а Артур Партика, Тім Форсіт та Голліс Конвей стали бронзовими призерами. Протягом наступного олімпійського циклу спортсмен демонстрував стабільно високі результати. За цей період він став срібним (1993 рік) та бронзовим (1995 рік) призером чемпіонату світу, а також срібним призером (1994 рік) чемпіонату Європи. Будучи одним із лідерів своєї дисципліни Партика виступив на Олімпійських іграх 1996 року, де з результатом 2.37 м поступився лише американцю Чарльзу Остіну. Окрім медалі на Олімпійських іграх, Партика у сезоні 1996 року встановив рекорд Польщі (2.38 м), який залишається актуальним і сьогодні.
Протягом подальшої кар'єри Партика також зумів стати чемпіоном Європи у 1998 році, а також срібним призером чемпіонату світу в 1997 році.

## Кар'єра
| Рік                | Змагання                       | Місто                      | Місце              | Примітки           |
| Представник Польща | Представник Польща             | Представник Польща         | Представник Польща | Представник Польща |
| ------------------ | ------------------------------ | -------------------------- | ------------------ | ------------------ |
| 1986               | Чемпіонат світу серед юніорів  | Афіни, Греція              | 13 (кв.)           | 2.11 м             |
| 1987               | Чемпіонат Європи серед юніорів | Бірмінгем, Велика Британія | 1                  | 2.19 м             |
| 1988               | Чемпіонат світу серед юніорів  | Садбері, Канада            | 1                  | 2.28 м             |
| 1988               | Олімпійські ігри               | Сеул, Південна Корея       | 20 (кв.)           | 2.19 м             |
| 1989               | Чемпіонат Європи в приміщенні  | Гаага, Нідерланди          | 10                 | 2.20 м             |
| 1989               | Універсіада                    | Дуйсбург, Німеччина        | 5                  | 2.25 м             |
| 1990               | Чемпіонат Європи в приміщенні  | Глазго, Велика Британія    | 1                  | 2.33 м             |
| 1990               | Чемпіонат Європи               | Спліт, Югославія           | 11                 | 2.24 м             |
| 1991               | Чемпіонат світу в приміщенні   | Севілья, Іспанія           | 2                  | 2.37 м             |
| 1991               | Чемпіонат світу                | Токіо, Японія              | 12                 | 2.24 м             |
| 1992               | Олімпійські ігри               | Барселона, Іспанія         | 3                  | 2.34 м             |
| 1993               | Чемпіонат світу                | Штутгарт, Німеччина        | 2                  | 2.37 м             |
| 1994               | Чемпіонат Європи               | Гельсінкі, Фінляндія       | 2                  | 2.33 м             |
| 1995               | Чемпіонат світу                | Гетеборг, Швеція           | 3                  | 2.35 м             |
| 1996               | Олімпійські ігри               | Атланта, Австралія         | 2                  | 2.37 м             |
| 1997               | Чемпіонат світу                | Афіни, Греція              | 2                  | 2.35 м             |
| 1998               | Чемпіонат Європи в приміщенні  | Валенсія, Іспанія          | 1                  | 2.31 м             |
| 1998               | Чемпіонат Європи               | Будапешт, Угорщина         | 1                  | 2.34 м             |